# Schwarze Kleinohrspitzmaus

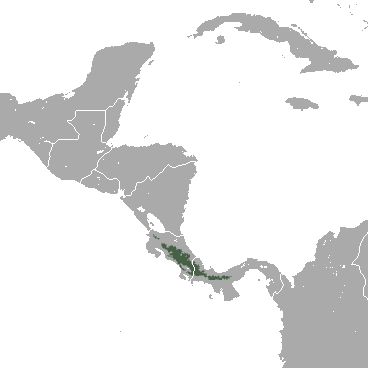
Verbreitungsgebiet der Schwarzen Kleinohrspitzmaus

Die Schwarze Kleinohrspitzmaus (Cryptotis nigrescens) ist ein in Mittelamerika verbreitetes Säugetier in der Gattung der Kleinohrspitzmäuse. Das Typusexemplar stammt aus der Provinz San José in Costa Rica.

## Merkmale
Die Art ist mit einer Kopf-Rumpf-Länge von 55 bis 83 mm, einer Schwanzlänge von 19 bis 37 mm und einem Gewicht von 5 bis 8 g ein typisches Gattungsmitglied. Die Hinterfüße sind 13 bis 14 mm lang und äußere Ohren fehlen. Wie der deutsche Name verdeutlicht, ist die Oberseite von schwarzem Fell mit wenigen helleren Haaren bedeckt, während die Unterseite nur undeutlich heller ist. Die Haare am Hinterteil erreichen 4 bis 5 mm Länge. Typisch sind eine breite Schnauze und schmale Füße mit kleinen Krallen. Die Art kann im Norden Costa Ricas mit Cryptotis merriami verwechselt werden.

## Verbreitung und Lebensweise
Die Schwarze Kleinohrspitzmaus lebt in Costa Rica und im nordwestlichen Panama. Sie bewohnt Gebirge zwischen 800 und 2900 Meter Höhe. Die Exemplare halten sich in kühlen immergrünen Wäldern auf und besuchen trockenere Baumgruppen, Weideland und andere offene Gebiete.
Das Verhalten entspricht vermutlich anderen Gattungsvertretern. Ein Wurf enthält bis zu drei Neugeborene.

## Gefährdung
Die IUCN listet die Schwarze Kleinohrspitzmaus als nicht gefährdet (least concern) aufgrund fehlender Bedrohungen und einer stabilen Gesamtpopulation.